# JIVE INTO THE NIGHT 野蛮な夜に
「JIVE INTO THE NIGHT 野蛮な夜に [HYPER EURO MIX]」（ジャイヴ・イントゥー・ザ・ナイト やばんなよるに ハイパー・ユーロ・ミックス）は、Winkの24枚目のシングル。1995年6月25日にポリスターより発売された。

## 概要
表題曲は、イタリアの音楽ユニット、グリーン・オリーブスの1988年の楽曲 "JIVE INTO THE NIGHT" のカバーである。Winkの楽曲として、日本語詞を及川眠子、編曲をMSTが担当。Wink以外による同曲の日本語カバーとしては、それ以前に、1988年のホワイトタイガース「もっとFANTASY」（日本語詞：石川あゆ子、編曲：国吉良一）や、1989年の成田勝＆D.K.I.「JIVE INTO THE NIGHT」（日本語詞：高柳恋、編曲：西脇辰弥）などがあったが、Wink版はそれらとは異なる、新たなバージョンであった。
副題を含めた表記はシングル版におけるものであり、タイトルと副題の間に「～」や「-」などが含まれていない。収録アルバムによって「JIVE INTO THE NIGHT -野蛮な夜に- [HYPER EURO MIX]」、「JIVE INTO THE NIGHT 野蛮な夜に -HYPER EURO MIX-」、ネット上では「JIVE INTO THE NIGHT ～野蛮な夜に～ [HYPER EURO MIX]」と表記される場合もある。
カップリング曲は「あってる」。作詞を朝水彼方、作曲を中野雅仁、編曲をGEWDA (MASA and Hit'C) が担当した。
1995年6月25日に発売。オリコンチャートの週間ランキングでは、7月3日付で92位、翌週10日付で94位と、100位以内には2週連続ランクインしている。同チャートの年間ランキングでは、1995年度において売上0.644万枚により723位となった。
本シングル発売の翌月5日にリリースされたWinkのオリジナル・アルバム『Flyin' High』には、HOUSE MIXとHYPER EURO MIXの両バージョンが収録されている。また、同年9月1日に発売されたWinkのリミックス・アルバム『REMIXES』には、イントロ・間奏などが長いフル・バージョンで収録されている。

## 収録曲
1. JIVE INTO THE NIGHT 野蛮な夜に [HYPER EURO MIX]
  - 作詞・作曲：Sergio Portaluri, David Sion, Fulvio Zafret / 日本語詞：及川眠子 / 編曲：MST
2. あってる
  - 作詞：朝水彼方 / ラップ詞：KING of HIPHOP“CRAZY-A”/ 作曲：中野雅仁 / 編曲：GEWDA (MASA and Hit'C)
3. JIVE INTO THE NIGHT 野蛮な夜に [HYPER EURO MIX]（オリジナル・カラオケ）
4. あってる（オリジナル・カラオケ）

## 収録アルバム
- JIVE INTO THE NIGHT 野蛮な夜に
  - Flyin' High - HOUSE MIXとHYPER EURO MIX（シングル・ヴァージョン）を収録
  - Reminiscence - HYPER EURO MIX
  - WINK MEMORIES 1988-1996 - HYPER EURO MIX（リマスタリング）
  - REMIXES - FULL LENGTH HYPER EURO MIX

- あってる
  - Flyin' High

## テレビ番組における歌唱
※ 在京キー局のテレビ番組の放送日は首都圏のもの。地方の系列局の放送日は異なる場合がある。
- JIVE INTO THE NIGHT

| 放送日 (曜日)              | 番組名                                                                                     | 放送局         | 衣装 | 備考 |
| -------------------------- | ------------------------------------------------------------------------------------------ | -------------- | ---- | --- |
| 1995.07.24 (月) 深夜[注 6] | M-STAGE[注 6]                                                                              | 日本テレビ     | Ａ   | |
| 1995.09.27 (水)[注 7]      | 特別企画!上岡・研の有名人が選ぶわがまま名曲ベスト1[注 7]                                   | テレビ朝日     | Ａ   | Winkは同番組で港区六本木のディスコ・ヴェルファーレに登場し、本曲と「愛が止まらない」を歌唱[注 7]。                                                                                      |
| 1995.09.30 (日)[注 8]      | 370万人スペシャル!静岡夢特急!午後4時までノンストップ8元放送[注 8]（静岡朝日テレビ祭り）[4] | 静岡朝日テレビ | Ａ   | 同番組では、Winkは静岡市役所前青葉イベント広場において、本曲、「咲き誇れ愛しさよ」、「Heavenが待ってる」、「愛が止まらない」、「淋しい熱帯魚」、「Angel Love Story」を生中継で歌唱[4]。 |
| 1996.01.04 (木)[5]         | 日中市民友好KARAOKE歌合戦[5]                                                               | NHK BS2        | Ｂ   | 北京メディアセンターにおいて収録[6]。1995年12月3日(日)にNHKラジオ第1でラジオ番組『日中友好市民対抗歌合戦』としても放送[6]。                                                             |
- 「衣装」欄の記号：Ａ＝PVと同じ衣装　Ｂ＝鈴木早智子が赤色や青色などからなるロングスリーブシャツとパンツ、相田翔子が鈴木と同系の色を用いたシャツコートとスカートの衣装

## カバー
- JIVE INTO THE NIGHT
  - 真行寺恵里 - オムニバスカバーアルバム『J-POP エアロ伝説 ミラーボール edition』（ドライブ・ミュージック・エンタテインメント、2009年6月）、『J Dance Paradise BPM ALL』（同前、2009年7月）、『Always FEVER R40』（同前、2010年6月16日）、『Disco J Night』（同前、2011年3月23日）および『J-POPディスコ伝説』（同前、2011年12月7日）に収録。